# 에리카의 극장괴담
《에리카의 극장괴담》(女幽霊, Haunted Theater)은 2015년 한국에서 개봉한 일본의 영화이다.

## 캐스팅
- 모모타니 에리카
- 오카다 토모히로